# Orgilus coxalis
Orgilus coxalis är en stekelart som beskrevs av Taeger 1989. Orgilus coxalis ingår i släktet Orgilus och familjen bracksteklar. Inga underarter finns listade i Catalogue of Life.